# Parasyrisca
Parasyrisca är ett släkte av spindlar. Parasyrisca ingår i familjen plattbuksspindlar.

## Dottertaxa tillParasyrisca, i alfabetisk ordning[1]
- Parasyrisca alai
- Parasyrisca alexeevi
- Parasyrisca altaica
- Parasyrisca andarbag
- Parasyrisca andreevae
- Parasyrisca anzobica
- Parasyrisca asiatica
- Parasyrisca balcarica
- Parasyrisca belengish
- Parasyrisca belukha
- Parasyrisca birikchul
- Parasyrisca breviceps
- Parasyrisca caucasica
- Parasyrisca chikatunovi
- Parasyrisca gissarika
- Parasyrisca guzeripli
- Parasyrisca heimeri
- Parasyrisca helanshan
- Parasyrisca hippai
- Parasyrisca holmi
- Parasyrisca iskander
- Parasyrisca khubsugul
- Parasyrisca koksu
- Parasyrisca kurgan
- Parasyrisca kyzylart
- Parasyrisca logunovi
- Parasyrisca marusiki
- Parasyrisca mikhailovi
- Parasyrisca narynica
- Parasyrisca orites
- Parasyrisca otmek
- Parasyrisca paironica
- Parasyrisca pamirica
- Parasyrisca potanini
- Parasyrisca pshartica
- Parasyrisca schenkeli
- Parasyrisca shakhristanica
- Parasyrisca sollers
- Parasyrisca susamyr
- Parasyrisca terskei
- Parasyrisca turkenica
- Parasyrisca tyshchenkoi
- Parasyrisca ulykpani
- Parasyrisca vakhanski
- Parasyrisca vinosa
- Parasyrisca vorobica